# Trentepohliaceae
Trentepohliaceae — родина водоростей монотипного порядку Трентеполіальні (Trentepohliales). За інформацією бази даних AlgaeBase родина містить 15 родів і 104 описаних види. Представники — виключно наземні гетеротрихальні водорості, з таломами у вигляді розгалужених ниток або одно- чи багатошарових паренхіматозних платівок. Здатні накопичувати велику кількість вторинних каротиноїдів, переважно бета-каротину, та полігідроксиспиртів (багатоатомних спиртів) — поліолу та альдітолу.
У видів родини відсутні піреноїди, і крохмаль, який синтезується в незначній кількості, відкладається дрібними гранулами у стромі хлоропласта. Цитокінез проходить за участю фрагмопласта, через що утворюється клітинна платівка зі справжніми порами і плазмодесмами. Мітоз закритий.

## Розмноження
Розмноження відбувається акінетами, фрагментацією ниток, чотириджгутиковими зооспорами та статевим шляхом. Гаплодифазний життєвий цикл з ізоморфною зміною поколінь. І гаметоспорофіт, і спорофіт, утворюють зооспори. Статевий процес ізогамний і здійснюється дводжгутиковими гаметами, котрі також здатні проростати партеногенетично.

## Значення
Види родини викликають червоне цвітіння кори дерев, паразитують на листі дерев, або є фікобіонтами лишайників.